# Manuel de Araújo Porto-Alegre

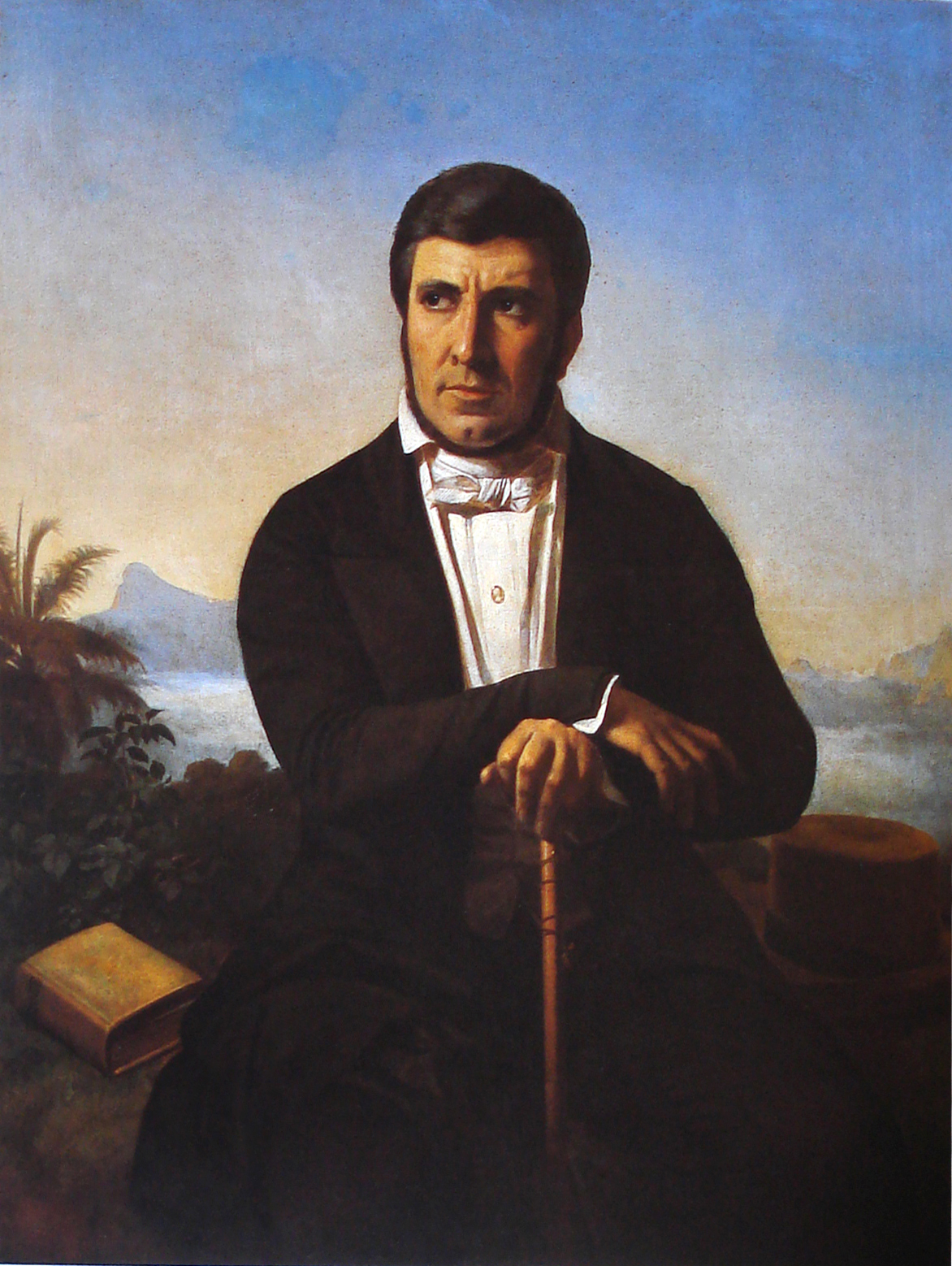
Manuel de Araújo Porto-Alegre Porträt von Ferdinand Krumholz, 1848

Manuel José de Araújo Porto-Alegre, Aussprache [ɐɾɐˈuʒu ˈpoɾtu aˈlɛɡɾi] (* 2. November 1806 in Rio Pardo, Rio Grande do Sul, Brasilien; † 29. Dezember 1879 in Lissabon, Portugal), seit 1874 Baron von Santo Ângelo, war ein brasilianischer Dichter, Maler, Professor für Historienmalerei, Architekt und Diplomat. Als Schriftsteller verwendete er unter anderem das Pseudonym „Tiburcio do Amarante“.

## Leben
Araújo Porto-Alegre war der Sohn von Francisco José de Araújo und dessen Frau Francisca Antônia Viana und wurde in der Zeit des Kapitanats São Pedro do Rio Grande do Sul geboren. Zur Zeit der Provinz São Pedro do Rio Grande do Sul des Kaiserreichs Brasilien besuchte er seit 1826 die Academia Imperial de Belas Artes in Rio de Janeiro, wo er sich unter Professor Jean-Baptiste Debrets Leitung zum Maler und Architekten ausbildete. Des Weiteren absolvierte er die Militärschule und besuchte Vorlesungen zur Anatomie, Medizin und Philosophie. Dank einer Förderung durch den Dichter Evaristo da Veiga (1799–1837) und die Unterstützung der Familie Andrada konnte er sich 1831 mit Debret nach Europa begeben, um sich in Paris als Schüler des romantischen Malers Antoine-Jean Gros und des Architekten François Debret (1777–1850) in der Malerei ausbilden zu lassen. 1834 bis 1835 verweilte er in Italien und kehrte auf die Nachricht vom Ausbruch der brasilianischen Revolution nach Rio de Janeiro zurück.
In der Heimat war er künstlerisch, pädagogisch, administrativ und literarisch sehr aktiv. Im Jahr 1837 inszenierte er sein erstes Theaterstück, einen dramatischen Prolog, und wurde zum Professor des Lehrstuhls für Historienmalerei an der Academia Imperial de Belas Artes ernannt, eine Position, die er 1848 verließ. Er entwickelte im Interesse der Kunst und Wissenschaft diverse publizistische Tätigkeiten. Er gründete gemeinsam mit Domingos José Gonçalves de Magalhães 1836 die Zeitschrift Niterói Revista Brasiliense – Ciências, Letras e Artes und 1849 mit Joaquim Manuel de Macedo und Gonçalves Dias die Zeitschrift Guanabara. An allen Einrichtungen, die seit 1837 in Brasilien für künstlerische und wissenschaftliche Zwecke gestiftet wurden, hat Porto-alegre fördernden Anteil genommen.
Im Jahr 1840 war er an der Organisation der Krönungsfeierlichkeiten für Peter II. beteiligt und wurde für seinen Einsatz mit dem Titeln „pintor da Imperial Câmara“, „cavaleiro da Ordem de Cristo“ und „cavaleiro da Rosa“ (Maler der Kaiserkammer, Ritter des Christusordens und Ritter der Rose) geehrt. Anschließend begann er mit einer Skizze für ein Gemälde von der Krönung Peters II., ein Werk, das unvollendet blieb.
1854 kehrte Araújo Porto-Alegre als Direktor an die Kunsthochschule zurück. Während seiner Amtszeit bis 1857 schuf er eine Bibliothek und führte eine Reform der Statuten der Akademie durch.
1858 trat er in die diplomatische Laufbahn ein und diente als brasilianischer Konsul in Preußen mit Sitz in Berlin, 1860 bis 1866 in Sachsen mit Sitz in Dresden und zuletzt von 1866 bis 1879 in Lissabon, wo er starb. Seit 1874 durfte er den Titel eines Barons von Santo Ângelo führen.

## Künstlerisches Wirken

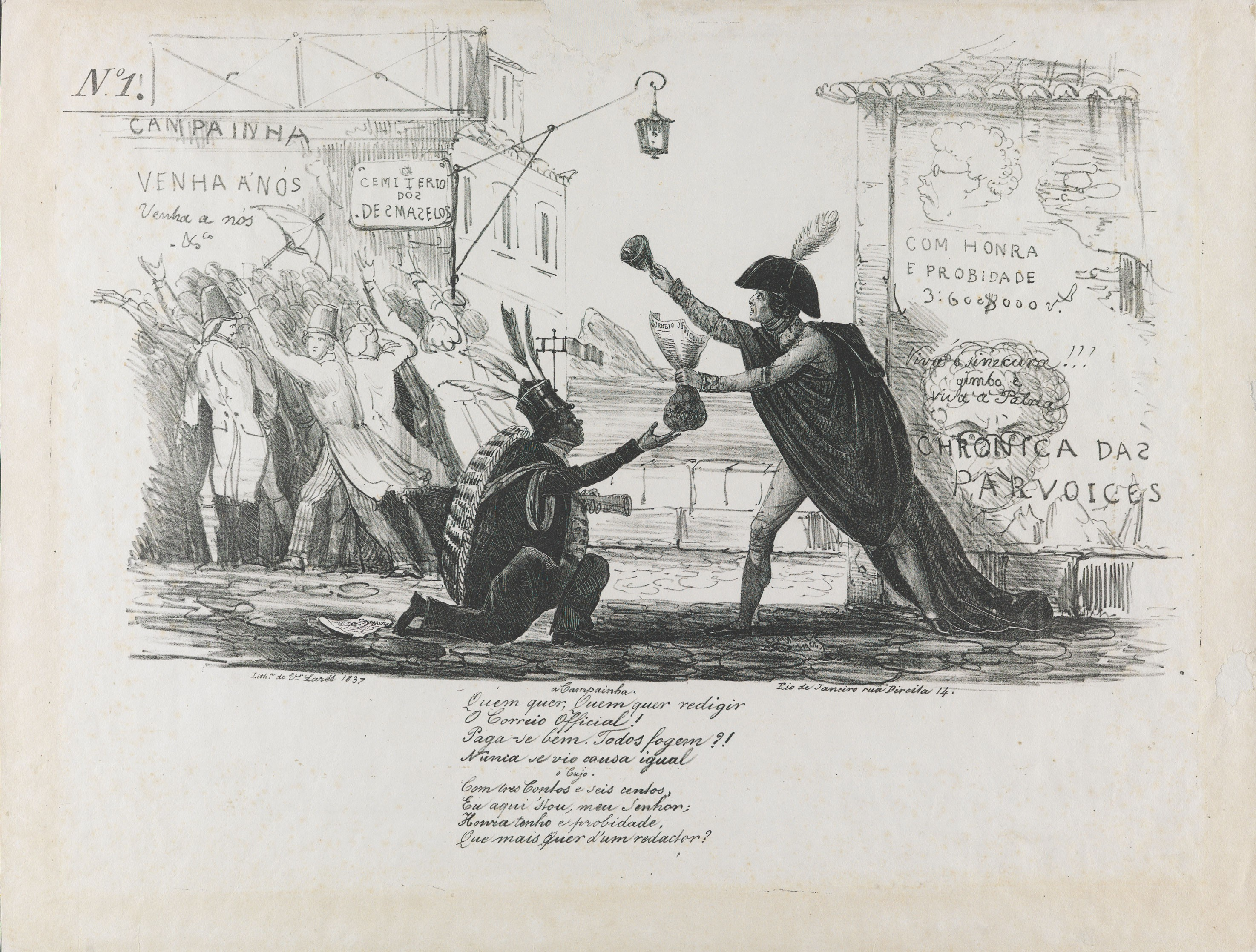
Eine der ersten Karikaturen Brasiliens

De Araújo Porto-Alegre brachte 1837 die ersten Karikaturen in Brasilien heraus, die in der Werkstatt von Victor Larée hergestellt wurden. Er dekorierte 1840 den Kaiserpalast in Petrópolis und entwarf die Pläne für die Kirche Santa Ana und die Bank in Rio de Janeiro, das damals als schönstes Gebäude der Stadt galt. Er versuchte zudem seinen Entwürfen für das neue Theater einen nationalen Charakter zu geben. Er schrieb selbst eine Reihe von Stücken (wie O espiao de Bonaparte und O sapateiro politicão), die Beifall fanden, aber teilweise ungedruckt blieben. In diesen wie in seinen übrigen Dichtungen zeigte er sich als einen Vertreter der nationalen Strömung, die die brasilianische Poesie in diesen Jahrzehnten charakterisierte.
Trotz seiner bereits angeschlagenen Gesundheit veröffentlichte er 1877 das Theaterstück Os voluntários da pátria, das er dem Diplomaten Miguel Paulo José Maria da Silva Paranhos do Rio-Branco gewidmet hatte.

## Ehrungen und Mitgliedschaften
- Großdignitar des Rosenordens[4]
- Ritter des Christusordens[4]
- pensionierter Professor der Zentralschule und der Academie der Schönen Künste[4]
- Mitglied des Historisch-Geographisch-Ethnographischen Instituts von Brasilien und anderer wissenschaftlicher Gesellschaften[4]
- brasilianischer Generalkonsul in Lissabon[4] und in Preußen
- Namenspatron des Stuhles 32 der Academia Brasileira de Letras

## Familie
Araújo Porto-Alegre war mit Ana Paulina (geborene Delamare) verheiratet und hatte eine Tochter und einen Sohn hatte:
- Carlota de Araújo Porto-Alegre ⚭ 1870 Pedro Américo de Figueiredo e Melo (* 29. April 1843; † 7. Oktober 1905)[5]
- Paulo Araújo Porto-Alegre.[6]

## Werke
Viele seiner Gedichte erschienen in Zeitschriften. Als seine Hauptwerke gelten das Epos
- Colombo (Geschichte der Entdeckung Amerikas)
- Brasilianas (Zyklus von durch Naturschilderungen ausgezeichneter Gedichte), davon in Einzelausgaben:
- A destruição das florestas (Rio de Janeiro 1845) und
- O corcovado (Rio de Janeiro 1847)